# Alcea sachsachanica
Alcea sachsachanica — вид квіткових рослин роду рожа (Alcea) родини мальвові (Malvales).

## Назва
Вид названий по типовому місцезнаходженню — горі Саксаган у Центральному Азербайджані.

## Поширення
Ендемік Азербайджану. Поширений у центральній частині Малого Кавказу у Шушинському та Ходжавендському районах.

## Опис
Багаторічна трава. Стебла заввишки 50-70 см. Листя яйцеподібне, волосисте. Квітка жовтого забарвлення, діаметром 30-40 мм. Плід — коробочка шириною 12-14 мм. У плоді до 25 насінин.